# Port-Salut (Haïti)
Pour l’article homonyme, voir Port-salut.
Port-Salut (Pòsali en créole) est une commune d'Haïti située sur la Côte sud du pays dans le département du Sud et constitue le chef-lieu de l'arrondissement de Port-Salut.

## Histoire
Port-Salut est liée à la lutte contre Jean-Jacques Dessalines, proclamé empereur Jacques Ier, où éclate la révolte.

## Démographie
La commune est peuplée de 17 368 habitants en 2009(recensement par estimation de 2009).

## Administration
La commune est composée des sections communales de :
- Barbois (4)[Quoi ?]
- Dumont (5)[Quoi ?]
- Anse à Drique (2)[Quoi ?]
- Lazarre (1)[Quoi ?]

## Économie

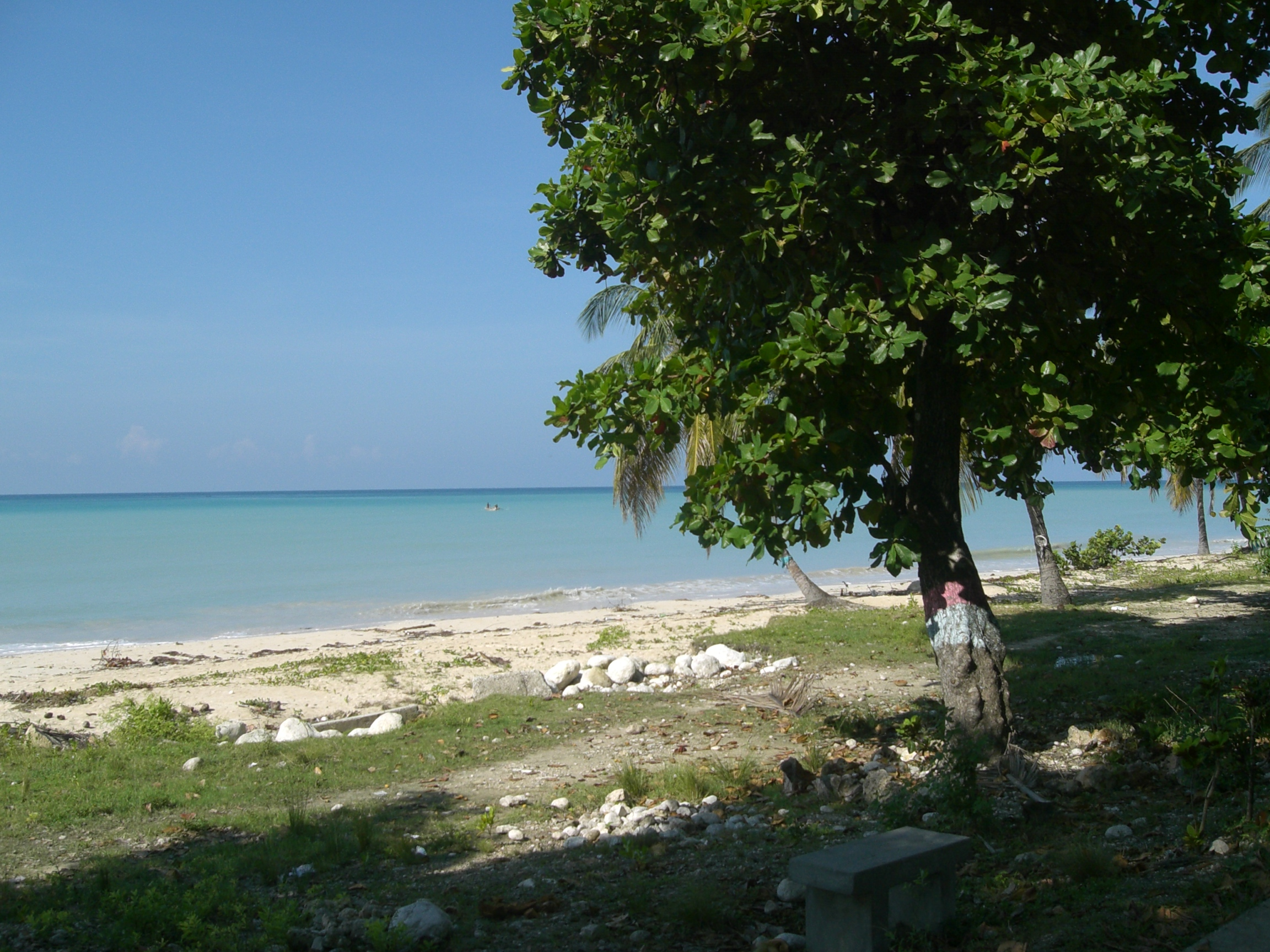
Plage à Port-Salut en 2005.

L'histoire de la ville est également liée à la production de café dans les montagnes avoisinantes, aux abords du pic Macaya. L'activité de la pêche est présente dans le port. La région s'est reconvertie dans les années 1960 dans la culture du vétiver avec la fabrication d'huile essentielle exportée vers la ville des Cayes.
L'activité de la ville est essentiellement dominée par le tourisme national des Haïtiens, qui viennent sur les plages de sable fin donnant sur la mer des Caraïbes. La plage Dauphinée, l'une des plages les plus fameuses de l'île d'Haïti, se trouve à Port-Salut.

## Monuments et sites
- La grotte de Port-à-Piment est inscrite dans les parcours touristiques.
- Place Résistance
- Plage Pointe-Sable
- Plage Petit'Anse
- Cascade Touyac

## Personnalités liées à la ville
- Jean-Bertrand Aristide (né en 1953 à Port-Salut), ancien prêtre et ancien président d'Haïti.
- Jean Marie Chérestal, ancien Premier ministre du gouvernement Aristide (2001-2003).
- Paul Denis, haut fonctionnaire d'État, ancien sénateur de la République et ministre de la Justice du gouvernement Préval/Bellerive, impliqué dans l'assassinat du Président Jovenel Moïse.
- Joseph Nelson Pierre Louis, juge et avocat, député de la 48e législature de 2006 à 2010.
- Bertrand Sinal, docteur, député des 49e et 50e législatures de la République d'Haïti, vice-président de la COPA (Confédération des parlementaires des Amériques), coinstigateur de la place Résistance.
- Ernso Valentin, ex-délégué-ville et vice-président de l'Assemblée municipale[Quoi ?] (1997-1999), journaliste, fondateur et promoteur général de CREDOP, membre de la Protection civile (CPC)[Quoi ?].
- Claude Mane Das doyen de la Faculté d'Ethnologie de l'Université d'État d'Haïti.